# 四維電流密度
四維電流密度{\displaystyle J}是在相對論中，對應電磁學的電流密度以及電荷密度的四維矢量。
定義為：
{\displaystyle J^{a}=(c\rho ,\mathbf {j} )=(c\rho ,j_{x},j_{y},j_{z})}
{\displaystyle j}是一般的電流密度，{\displaystyle \rho }是電荷密度，{\displaystyle c}是光速。
- 電流連續方程可寫成

{\displaystyle D\cdot J=\partial _{a}J^{a}={\frac {\partial \rho }{\partial t}}+\nabla \cdot \mathbf {j} =0}
其中D是四維梯度(1/c ∂/∂t, ∇)。
上述方程亦可寫作：
{\displaystyle J^{a}{}_{,a}=0\,}
{\displaystyle J^{a}{}_{;a}=0\,}（廣義相對論）
- 四維電流密度亦應用在馬克士威方程組的相對論形式上：

{\displaystyle {\frac {\partial F^{\alpha \beta }}{\partial x^{\alpha }}}=\mu _{0}J^{\beta }}